# Volo Ethiopian Airlines 961

Seating plan

Il volo Ethiopian Airlines 961, un Boeing 767-260ER, venne dirottato in volo tra Addis Abeba e Nairobi il 23 novembre 1996, mentre eseguiva una tratta del volo di linea Bombay-Addis Abeba-Nairobi-Brazzaville-Lagos-Abidjan.
I dirottatori, di nazionalità etiope, avrebbero voluto giungere fino in Australia per chiedere asilo politico, ma l'aereo, in un tentativo di ammaraggio a causa dell'esaurimento del carburante, si è schiantato nell'Oceano Indiano, vicino alle Comore, uccidendo 122 dei 172 tra passeggeri e membri dell'equipaggio a bordo. Inizialmente si pensò che due dei dirottatori fossero riusciti a salvarsi, ma i due uomini che furono arrestati vennero scagionati dai piloti. I 50 superstiti riportarono lesioni di vario genere.

## Il dirottamento
Quando ET-AIZ, soprannominato Zulu dai piloti di Ethiopian Airlines, entrò nello spazio aereo etiope, tre uomini, che si presumeva fossero armati di una bomba, entrarono nella cabina di pilotaggio e sequestrarono l'aereo. Secondo il racconto dei sopravvissuti "un uomo si mise a correre nel corridoio dirigendosi verso la cabina di pilotaggio gridando frasi incomprensibili. Subito dopo i suoi due complici lo seguirono". Questi tre uomini vennero descritti come "giovani sui venticinque anni, inesperti, psicologicamente fragili e ubriachi." In seguito, la radio di stato dell'Etiopia, che li identificò come due studenti appena diplomati senza occupazione e un infermiere, diffuse i loro nomi: Alemayehu Bekeli Belayneh, Mathias Solomon Belay e Sultan Ali Hussein.
I tre uomini minacciarono di far esplodere l'aereo se i piloti non avessero obbedito loro. Utilizzando l'intercomunicante di bordo dissero ai passeggeri di essere oppositori del governo etiope da poco scarcerati e di voler ottenere asilo politico in uno stato estero. Raccontarono inoltre che a bordo vi erano anche otto loro complici, ma in seguito le autorità accertarono che ciò non era vero, e che la bomba era in realtà una bottiglia di liquore camuffata.
I dirottatori, avendo letto sulla rivista di bordo che un Boeing 767 poteva effettuare l'intero tragitto con i serbatoi pieni, ordinarono al Comandante Leul di dirigersi verso l'Australia. Essi pensavano che durante l'ultimo rifornimento i serbatoi fossero stati riempiti, ma quando Leul disse loro che in realtà nei serbatoi c'era carburante sufficiente solamente per compiere il volo verso Nairobi e che quindi non avrebbero percorso che un quarto del tragitto verso l'Australia, non gli credettero.
Invece di assecondarli il Comandante seguì dapprima la costa africana, poi quando i dirottatori se ne accorsero e lo costrinsero a virare verso est, fece rotta verso le isole Comore, situate a metà strada tra il continente africano ed il Madagascar.

## Il tentativo di ammaraggio
Mentre si stavano avvicinando alle Comore il carburante cominciò a scarseggiare, ma i dirottatori continuarono ad ignorare gli avvertimenti del Comandante. Quando il carburante si esaurì del tutto i motori si spensero e i piloti dovettero far estrarre la Ram air turbine (RAT) per preservare le funzioni essenziali del velivolo, anche se alcuni sistemi idraulici, come ad esempio i flaps, non erano comunque utilizzabili. Ciò significava che avrebbero dovuto tentare di atterrare alla velocità di 175 nodi (circa 320 km/h).
Il comandante Leul voleva tentare l'atterraggio all'Aeroporto Internazionale Prince Said di Moroni, ma una colluttazione con uno dei dirottatori gli fece perdere i riferimenti visivi, non permettendogli di localizzare le piste. A questo punto fu costretto a tentare un ammaraggio e diresse il velivolo verso le acque poco profonde (circa 7 metri) che si trovavano di fronte al Galawa Beach Hotel, vicino a Mitsamiouli, all'estremità settentrionale dell'isola di Grande Comore. Leul riuscì a mantenere il velivolo parallelo alle onde, ma il motore e l'ala sinistra entrarono per primi in acqua colpendo la barriera corallina, e agendo come perno, fecero ruotare e ribaltare la fusoliera, che si ruppe in tre parti. Al disastro, avvenuto a soli 500 metri dalla spiaggia, assistettero parecchi tra residenti e turisti; fra questi ultimi vi erano medici e subacquei che immediatamente accorsero in soccorso dei superstiti.
Molti dei passeggeri sopravvissero allo schianto iniziale, ma avendo ignorato (o non avendo sentito) l'avvertimento del Comandante di non gonfiare i giubbotti di salvataggio all'interno della cabina, rimasero bloccati contro le pareti della cabina dall'acqua che vi era entrata. Impossibilitati a fuggire, annegarono.
Il Comandante Leul ed il Primo Ufficiale Yonas sopravvissero. Per la sua condotta, Leul fu insignito del FSF Professionalism Award in Flight Safety.

## Nazionalità dei passeggeri
I passeggeri erano originari delle seguenti nazioni:
| Nazionalità    | Numero a bordo | Sopravvissuti |
| -------------- | -------------- | ------------- |
| Austria        | 1              | 0             |
| Belgio         | 1              | 0             |
| Benin          | 2              | 0             |
| Camerun        | 2              | 0             |
| Canada         | 1              | 0             |
| Ciad           | 1              | 0             |
| Rep. del Congo | 5              | 2             |
| Costa d'Avorio | 1              | 0             |
| Egitto         | 1              | 0             |
| Etiopia        | 19             | 3             |
| Francia        | 4              | 2             |
| Germania       | 1              | 0             |
| Gibuti         | 2              | 2             |
| India          | 20             | 6             |
| Israele        | 8              | 1             |
| Italia         | 4              | 4             |
| Giappone       | 2              | 1             |
| Kenya          | 14             | 6             |
| Corea del Sud  | 1              | 0             |
| Lesotho        | 1              | 1             |
| Liberia        | 2              | 0             |
| Mali           | 12             | 3             |
| Nigeria        | 23             | 4             |
| Pakistan       | 1              | 0             |
| Regno Unito    | 7              | 2             |
| Sierra Leone   | 1              | 0             |
| Somalia        | 1              | 0             |
| Sri Lanka      | 9              | 0             |
| Stati Uniti    | 5              | 3             |
| Svezia         | 2              | 0             |
| Svizzera       | 1              | 0             |
| Uganda         | 1              | 1             |
| Ucraina        | 4              | 3             |
| Ungheria       | 1              | 0             |
| Yemen          | 1              | 0             |
| Zaire          | 1              | 0             |
| Total          | 163            | 44            |

### Passeggeri di rilievo
Mohamed Amin fu una delle vittime. Noto fotoreporter di guerra ed editore della rivista di bordo dell'Ethiopian Airlines, si presume, data la posizione in cui fu rinvenuto il suo corpo, che stesse negoziando con i dirottatori durante gli ultimi minuti del volo. Tra le vittime vi furono anche Antal Annus, ambasciatore ungherese in Kenya, ed un funzionario del Ministero degli Esteri francese.
Franklin Huddle, Console generale statunitense a Bombay e sua moglie Chanya furono due dei superstiti. Huddle riferì di aver scelto di volare con Ethiopian Airlines a causa della buona reputazione della compagnia, che era una delle due che in Africa avevano ottenuto la certificazione della FAA.

## Conseguenze
Il tentativo di ammaraggio del volo 961 fu ripreso da un turista ed è divenuto uno dei video di incidenti aerei più noti. Il video è diventato altresì un importante strumento nello studio degli incidenti aerei. Quello dell'Ethiopian Airlines è tuttora uno dei pochissimi ammaraggi effettuati da aerei di linea, e l'unico tentato da un aereo dirottato. Sia il Comandante che il Primo Ufficiale continuarono a volare per Ethiopian Airlines.

## Il volo Ethiopian Airlines 961 nei media
L'incidente è stato descritto in due episodi del documentario Indagini ad alta quota. Nel 4º episodio della prima stagione è stato utilizzato il video dell'ammaraggio del volo 961 per illustrare cosa sarebbe successo se il volo Air Transat 236, rimasto senza carburante, non fosse riuscito a raggiungere l'aeroporto della Base Aerea di Lajes, nell'isola di Terceira nelle Azzorre, e fosse stato costretto ad atterrare nell'oceano; nel 13º episodio della 3ª stagione, Un dirottamento in Africa, viene invece narrata l'intera vicenda del volo 961.